# Lysandra persaemagna
Lysandra persaemagna är en fjärilsart som beskrevs av Ruggero Verity 1937. Lysandra persaemagna ingår i släktet Lysandra och familjen juvelvingar. Inga underarter finns listade i Catalogue of Life.